# Historia del drum and bass
Drum and bass (normalmente abreviado como D&B, drum n bass y drum & bass) es un tipo de música electrónica.  Este artículo trata sobre la historia de este género musical.

## Historia
El término jungle se usaba en un primer momento de forma despectiva hacia la música negra de gran contenido rítmico de finales de los años 80. Por otro lado, empezó a generalizarse el uso del término "junglist" en Jamaica, especialmente en el barrio de Trenchtown en la capital Kingston. Su uso se generalizó para hacer referencia a todas las figuras del reggae y dancehall que fueron surgiendo en este barrio.
Musicalmente, el jungle se caracteriza por contener un conjunto de patrones rítmicos negros acelerados extraídos del funk, los llamados breaks, y distintos sonidos realizados normalmente con teclados electrónicos. Su ritmo es equivalente al del rap, pero con una velocidad que normalmente le dobla. Sus melodías son de todo tipo, y sus acordes y arreglos de piano pueden ir en tono de jazz o blues. Se puede decir que lo más característico del jungle es la utilización de elementos musicales similares a los del rap y el dancehall, dado que ambos géneros están muy relacionados porque el rap en sus inicios adoptó técnicas de los DJ jamaicanos y sobre todo de la cultura del sound systems. En el Drum and bass también es característica la presencia de MC agregando vocales (en ocasiones practicando toasting), los "rewinds" (rebobinar los temas que mejor funcionan para volver a colocarlos desde el comienzo), los acetatos o "dubplates" (discos, muchas veces personales, aún no prensados en vinilo que se pueden pinchar de forma exclusiva unas pocas veces), así como otras técnicas derivadas del Hip Hop como el scratching y el transforming, acompañadas de una apropiada utilización del crossfader (palanca mezcladora de la mesa de mezclas) para mezclar o pasar vertiginosamente de un disco al otro.

### Inicios de los 1990. Europa. Origen del drum and bass
A principios de los años 1990, en el contexto del fenómeno rave, crece enormemente el hardcore, un tipo de sonido techno rápido y potente. A medida que este tipo de música y las fiestas asociadas a él van evolucionando, se puede apreciar cómo el hardcore toma dos caminos bien diferenciados. Por un lado, una vertiente festiva, chillona y que sigue basada en el 4x4, el llamado happy hardcore. En total contraposición, la otra vertiente es conocida como darkcore, un tipo de sonido oscuro que hace hincapié cada vez más en los breaks. Este darkcore, con temas representativos como "Mr Kirk Nightmare" de 4 Hero, está considerado como el precursor directo del Jungle.
En los inicios las diferencias entre drum and bass y Jungle están principalmente en los samples usados, que en el Jungle conectan directamente con los graves y samples utilizados en la música Ragga jamaicana y en ritmos Hip Hop acelerados como consecuencia de la influencia del Hardcore y los sonidos del Acid Techno/House de finales de los 80 y principios de los 90 (Sala Hacienda de Mánchester).
El drum and bass, por el contrario, tiene un sonido aparentemente más elaborado o sofisticado. Su rango de influencias es más amplio, bebiendo del dancehall, hip hop, techno, house, soul, dub e incluso una cierta sonoridad jazz. El nombre de drum and bass tiene una connotación "científica" o "técnica" frente al quizá más visceral o racial del "jungle" (un término que surgió para referirse de forma peyorativa a la música que hacía la comunidad negra). El principal impulsor de este movimiento, aparte de las raves, fueron las emisoras piratas británicas de comienzos de los 90, y los sound systems de eventos como el Carnaval de Notting Hill. Aparece así una forma de música electrónica rítmicamente muy compleja, que se basa en una polirritmia extremadamente rápida y asimétrica.
El nombre de drum and bass se origina más bien en la música Dub, y significa batería (también tambor) y bajo. Se ha afirmado que el término drum and bass frente al original jungle comienza a utilizarse de forma generalizada tanto para abrir una cierta distancia con sus raíces jamaicanas como para evitar la asociación con la criminalidad que rodeó a la escena junglista hacia 1993-1994.
Los breaks y ritmos del drum'n'bass provienen de muchas fuentes, pero el más conocido y usado es el denominado amen break y proviene de una canción del grupo de soul y funk de los años 1960 The Winstons llamada "Amen Brother". Otro break muy usado pertenece a un tema antiguo de Lynn Collins llamado "Think".
A principios de la década de los 90 en las raves se pinchaba acid house y hardcore, pero empezó a surgir entre los DJs una nueva corriente impulsada por estos frescos sonidos. Esta corriente fue promovida por la Crew de Shut Up & Dance, que además realizó distintas producciones a los Ragga Twins. Todo esto vino acompañado del gran éxito del tema "On A Ragga Trip" de los SL2.
Uno de los sellos que destacaron en los inicios de los 90 fue el de Suburban Base Records, en él grabó gente como Sonz of A Loop Da Loop Era (con Danny Breaks), Austin, Krome & Time, así como DJ Hype, Pascal y DJ Zinc. Por otro lado, la vocalista Rachel Wallace sentaba las bases de lo que sería el estilo vocal predominante en el drum and bass. Además el sello Moving Shadow, dirigido por Rob Playford empezó a ser una de las piezas fundamentales en el desarrollo del género.
En cuanto a los DJs que empezaron a pinchar esta música, J Ron y Randall fueron los primeros en llevar estos sonidos a los clubes, así como Jumping Jack Frost se encargó de llevarlo a la radio a través de su show en Kiss FM. Las radios, incluidas las piratas, han jugado un papel fundamental a la hora de dar a conocer estos estilos musicales. Kool FM, aún en activo y con todo su poderío intacto, como Transmission One y Don FM, son parte fundamental en la consolidación del Jungle, comenzando una fiebre que llegaría a plasmarse en más de 200 radios sólo en Londres en su momento cumbre. En la actualidad todas las grandes emisoras británicas tienen programación especializada en breaks, drum and bass y jungle, destacando los sets y shows de la poderosa BBC-1 (con grandes impulsores radiofónicos como el ya fallecido John Peel, Gilles Peterson, Bailey, Fabio & Grooverider).
También surgieron sellos independientes como Reinforced (en donde destacaron los seudónimos de 4hero Tom & Jerry y Jacob´s Optical Stairway, que sacaron temas imprescindibles como "Enforcer"), Metalheadz (su mítico tema "Terminator"), el mencionado Suburban Base (con los imprescindibles "Sesame Street" de Smart E y "Charly" de The Prodigy) o Renegade Hardware.
Mención especial a estos primeros días del drum and bass/jungle merece el movimiento ragga jungle. El estilo de los que le dieron el origen. Algunas de las tempranas melodías del Jungle tomaron la influencia del Ragga, engendradas productores como M-Beat y Shy FX. Una figura clave en la aparición del raggajungle fue Rebel MC (productor y vocalista) que tras samplear a Barrington Levy en su sencillo "Tribal Base" en 1991, sentó las bases de esta vertiente más ragga del Jungle. Su sello Congo Natty Records se ha convertido en la punta de lanza del raggajungle actual. Destaca en este estilo Shy FX, que junto a UK Apache edita el muy popular tema "Original Nuttah" para el sello Sound Of The Underground (S.O.U.R.), siendo la influencia esencial de multitud de himnos posteriores como "Worries in the Dance" de New Blood, "Ganja Man" de Krome & Time, "Coca Cola Bottle Shape" de Redlight junto a Simpleton, "Big Up" de D'Cruze, "Wheel'n'Deal" de DJ Gunshot, "Junglist" de Congo Natty. Destacan también numerosas remezclas junglistas de temas originales de los intérpretes de Ragga como Barrington Levy, Capleton, Simpleton, Shabba Ranks, Beenie Man o Bounty Killah.

### 1993: Consolidación de la escena
Al principio, los nuevos ritmos breaks fueron representados por los compases del Hip Hop, este sonido fue explorado y explotado especialmente por músicos asociados a DJ Hype como DJ Zinc, Pascal y el colectivo Ganja Kru entre otros. Sobre el año 93, DJ Hype en Phantasy FM mezclaba temas de House con temas de Hip Hop a 45 r. p. m. acelerados anticipando lo que vendría después de esto. En Bristol surgen influencias de la comunidad jamaicana y del primer Trip Hop de atmósferas humeantes y dubby, influencias que se adaptan e influyen al drum and bass.
Por otro lado la escena drum'n'bass en el Reino Unido empieza a crecer y se va haciendo cada vez más conocida. Las masas escuchaban música House iban orientándose hacia el drum and bass de Grooverider y LTJ Bukem, en el Cream Courtyard de Liverpool. Así en el 93 la música se volvió más madura con las creaciones de LTJ Bukem (la creación de su propio sello Good Looking Records) y la aparición de temas míticos de sonido futurista en sellos como Moving Shadow.
El año 94 fue un año capital para el género, en concreto para el Ragga Jungle, que arrasaba en la época. En aquellos momentos el sello que marca el sonido de la escena es Congo Natty, que en sus discos funde los ritmos frenéticos del Jungle con ecos de Dub, Reggae y Raggamuffin.
El drum and bass en este año evoluciona desde las fases de Ragga (General Levy, M-Beat), y de Hip Hop (sello Ganja Kru) hasta ser el estilo con múltiples influencias que escuchamos hoy día. Empiezan a surgir numerosas raves junglistas y clubes (como el Raw Club). El punto álgido de este año se produce con la aceptación del Jungle como escena fundamental de todo el Underground, en la consecución de este hito tuvo mucho que ver el ya Carnaval de Notting Hill. Infinidad de sound systems propagaban el estilo a los cuatro vientos de Londres, haciendo de éste la banda sonora fundamental de este carnaval, sin duda el evento callejero más importante de todo el Reino Unido.
Pero este movimiento no se queda anclado en Londres, sino que pronto se va extendiendo por otras ciudades británicas como Leicester con el sello Formation liderado por DJ SS; Bristol y los sellos Full Cycle, V Recordings, Philly Blunt, Dope Dragon con Dillinja, Bryan Gee, Jumping Jack Frost,DJ Suv, Roni Size, DJ Krust o DJ Die al frente de ellos; Leeds en donde destaca Flex Records con L Double, etc. Ciudades y sellos old school que se han convertido en toda una referencia para los seguidores más activos de la escena mundial.
La escena, durante este año, comienza a volverse más sólida y complicada con la inclusión de Rupert Parkers aka Photek, que aporta novedad al género con la extraña estructura de sus breakbeats y el uso del bajo en pequeños "latidos". Ritmos sincopados y desincronizados. El género se alejaba cada vez más de sus raíces y cada productor desarrollaba su propio estilo. Los artistas cada vez creaban breakbeats más complejos.
Hacia finales del 94 la escena junglista se encuentra dividida en estilos musicales muy definidos. En uno de ellos se encuentra el inicial Ragga jungle, que terminará bifurcándose en dos nuevos estilos: el Jump-Up y el Hardstep.
Por otra parte el drum and bass más oscuro, caracterizado por sus bajos contundentes dará lugar al Darkstep, que toma como ejemplo las películas de terror, profundas notas graves y gritos. Tiene varios descubrimientos importantes pero actualmente sólo han quedado en la historia del drum and bass y de algunos populares y actuales productores como Blue Sonix ("Devil Inside") o el "Your Sound" de J Majik. Así el Darkside drum and bass evoluciona hacia el Techstep y en sus vertientes más ambientales al llamado Intelligent drum and bass (también llamado Artcore). Uno de los estandartes del techstep es la remezcla de Trace y Nico para el tema de T-Power llamada "Mutant Jazz". Todos estos nuevos talentos, junto a los Elementz of Noize, aportarán savia nueva a la escena y formarán la columna vertebral de Emotif, filial de Sounds of The Underground dedicada por entero a los sonidos más oscuros del drum and bass de la época.
S.O.U.R. pronto editará, en 1996, dos colecciones con este título, colecciones que serán pioneras, y que terminarán creando escuela en toda una nueva camada de jóvenes productores que se incorporarán rápidamente a este estilo y entre los que destacará Ed Rush, que surge del drum and bass más orientado hacia el jazz pero que rápidamente empieza a despuntar en los sonidos contundentes del Techstep con temas como "Bloodclot Artattack” para el sello de Nico No-U-Turn, formado en 1993, y con otros artistas como Fierce, Optical, Matrix o Trace con los que graba en su sello Virus Recordings.

### Revolución del drum'n'bass
Esta se produce con la entrada en la escena mainstream de Goldie (1995), con su trabajo "Timeless". Goldie crea su propio sello llamado Metalheadz del cual surge el fabuloso recopilatorio "Platinum Breakz" en el que artistas como Photek, Hidden Agenda, Lemon D, Wax Doctor, Fullcycle, Krust, Suv, Roni y Die, Doc Scott, Dillinja, Ed Rush (con sus imprescindibles "The Dread", "I Wanna Stay In The Jungle" y "The Raven"), J Majik y Alex Reece (con sus pistas "Your Sound" y "Pulp Fiction" respectivamente) crean toda una corriente llena de ritmos más cálidos y rotundos, en la que se harán patentes las influencias del Jazz y el Funk (influencias también aportadas por los imprescindibles 4 Hero en sus líneas más simples para el oído pero ricas en contenidos, y en menor medida por los clásicos A Guy Called Gerald). Metalheadz introdujo un nuevo concepto de sonido, entre elegante y complicado, avanzado y embaucador, una auténtica revolución en la percepción de la música electrónica de mediados de los 90, además de convertirse en la escuela de grandes productores drum and bass.

### Bajón del movimiento
El jungle fue primariamente un estilo de 12" para una audiencia pequeña y dedicada a ello, pero éxitos como el de Goldie con su “Timeless” (95) o Roni Size/Reprazent con el LP y "Disco de Oro " “New Forms” formado por Suv, Roni Size, Die, Krust y Mc Dynamite. Reprazent fue el primer grupo de drum and bass en directo, incluyendo a Si John (bajista), Bobby Merrel (batería) y Onale (voz). Gracias a este grupo en 1997 hicieron que el drum and bass se diese a conocer en los canales comerciales con lo que aumentó espectacularmente su popularidad. Así el género tuvo allá por el año 1997 una época comercial en la que casi todos los artistas querían una b-side en versión drum and bass, como David Bowie, Everything But The Girl o Moby, y los anuncios de la TV tenían ritmos a 160 o 170 bpms. Éste boom estuvo a punto de costarle la vida, experimentando el género sus momentos más bajos entre 1997 y 1999. En esta época géneros como el UK Garage (también conocido como 2 step) ganaron en popularidad y desplazaron al drum and bass del centro de la escena.

### El momento actual (2000 - actualidad)
La recuperación comenzó con el nuevo sonido post-rave traído por EIB/Bad Company y su BC Records. Esta formación se erigió en fundamental para impulsar el drum and bass del nuevo siglo XXI. Su sonido demoledor fue el puente que unió a la escena underground de las raves con las cabinas de los clubes más alternativos y futuristas, siendo este retro-boom de los dj's pinchado en salas el inicio de una nueva etapa de creatividad y popularidad para el género. En el Reino Unido destacan como puntos de encuentro imprescindibles el festival Homelands y el club londinense Fabric, con el liquid funk como el estilo que consiguió devolverle la popularidad al género hacia mediados de la década (2004-2005).
La variedad de estilos permite tener drum and bass para todos los gustos: jungle, raggajungle, rollin, liquid funk, neurofunk, hardstep o darkstep. Los veteranos nombres de siempre: Aphrodite, Grooverider, Goldie, Photek, Zinc, Andy C, Dj Hype, Roni Size, Ed Rush, J Majik, se entremezclan con nuevas promesas como Pendulum, Brainshocker, Total Science, EZ Rollers, Accidental Heroes (Sonic and Silver), Gridlok, Concord Dawn, Muffler, Resonant Evil o High Contrast. Sellos como Virus Recordings, No-U-Turn, Renegade Hardware, Fullcycle, Metalheadz, Good Looking Records, Moving Shadow, Human Imprint y Hospital Recs siguen manteniendo su filosofía de ediciones limitadas con cuidada selección y producción y son los referentes de un entramado de sellos y subsellos independientes que pueblan la escena dando así cabida a todas las ideas nuevas que surgen.
El Reino Unido sigue siendo el referente del estilo, pero con la llegada del nuevo milenio, el drum and bass no solo consigue no extinguirse sino que también se expande de forma sorprendente. Los países del este europeo importan y exportan mucha música, con artistas como Chris Su, SKC, Rawthang.
Otros países del planeta se abren también a este estilo musical: en EE. UU. destaca la crew de Dj Hive (productor californiano que aparece en bandas sonoras como la de los filmes Requiem for a Dream, Pi o la saga Matrix) con Keaton, Karl o Kennedy, y Dieselboy con su potente jungle ruidista. En Australia, Pendulum desata pasiones;  en Alemania el mismo caso ocurre con Rawhill Crew, Kabuki, Simon V o Double J. También Future Prophecies y Dj TeeBee en Noruega.
En Latinoamérica, destacan las escenas de Brasil, liderada por DJ Marky quien es considerado fundador del sonido Drum N Bossa o Sambass junto a artistas como XRS, Carlitos & Addiction y Drumagik; Argentina con el ciclo semanal de Drum & Bass +160 que ha sido casa para numerosos DJs internacionales, así como el colectivo KillerDrumz, encargados de los eventos de la franquicia Therapy Sessions, liderada por Dylan y Robyn Chaos; Colombia Gran cantidad tanto de escena como colectivos en todo el país algunos de estos son: Re.set, Inbassion, Treesounds, Noise Society, Venezuela con colectivos como Simpl3 y South Embassy, además de productores como Carl Matthes, Turtled y Zardonic, quien logra su reconocimiento internacional tras firmar con Human Imprint, disquera de Dieselboy.